# Tunnel und Wildbrücke Ringelbur
Der Réngelbur-Tunnel ist ein Autobahntunnel der Luxemburger Autobahn A7, über den eine Wildbrücke führt. Es liegt zwischen dem Tunnel Tunnel Stafelter und Tunnel Grouft auf dem Gebiet der Gemeinde Steinsel.
Der in offener Bauweise errichtete Tunnel hat eine Länge von 150 m und wurde am 23. September 2015 zusammen mit der gesamten Nordstraße für den Verkehr freigegeben.
Die Tiefe des Tunnels liegt zwischen 0,8 und 1,5 m.

## Bildergalerie

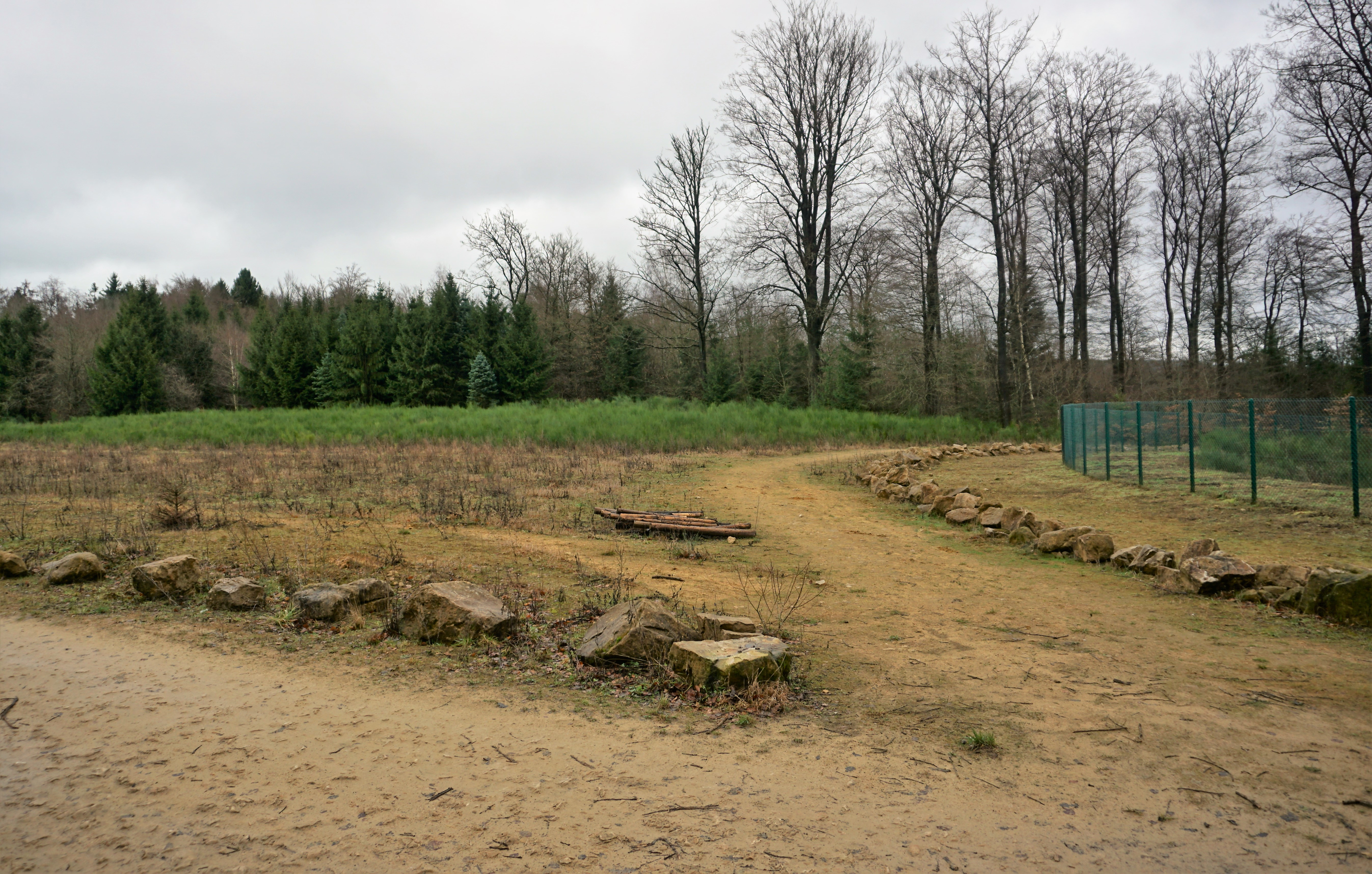
Auf der Wildbrücke vor Bepflanzung
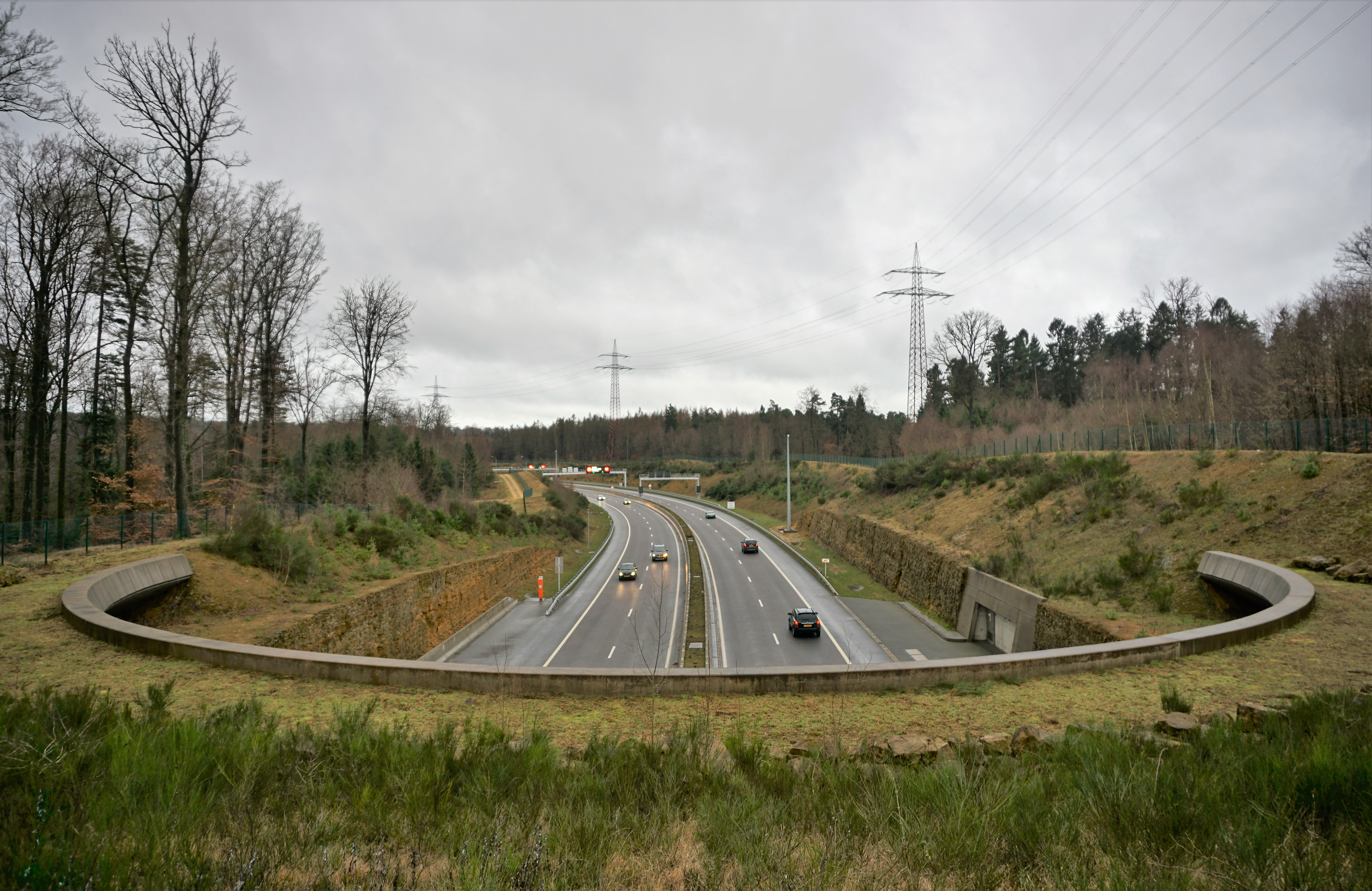
Blick von der Wildbrücke (heute mit Bäumen begrünt)
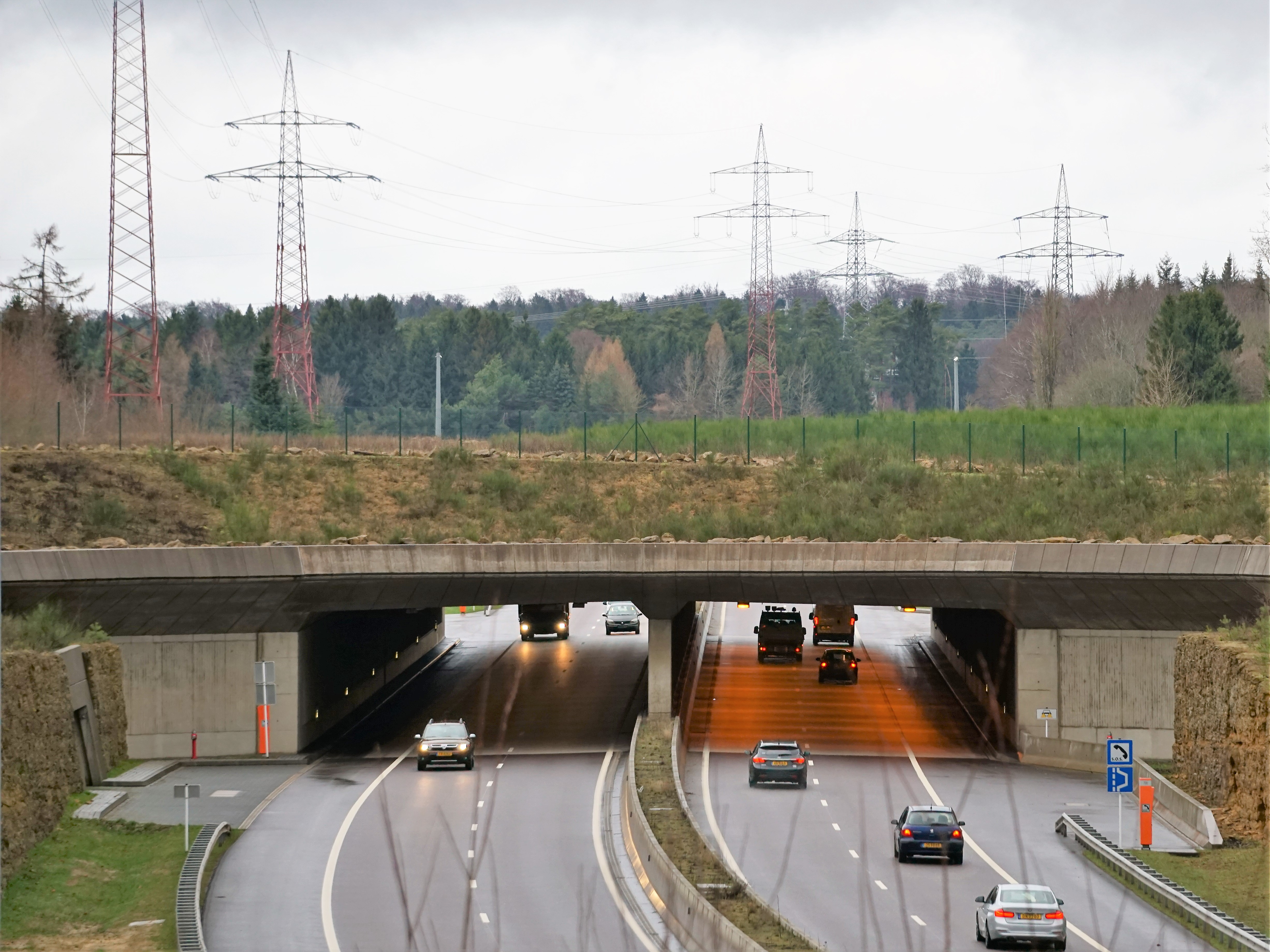
„Tunneldurchblick“